# Krogten
Krogten is een grote wijk in Breda, die in het oosten grenst aan Wisselaar en Biesdonk, in het zuiden aan Belcrum en in het westen aan Emer.
Krogten is een wijk die voornamelijk bestaat uit bedrijventerreinen Er staan vrijwel geen woonhuizen maar wel winkels.
De watertoren in Krogten werd gebouwd in 1935 en staat bekend als de Belcrum Watertoren.